# Ostatni kurs

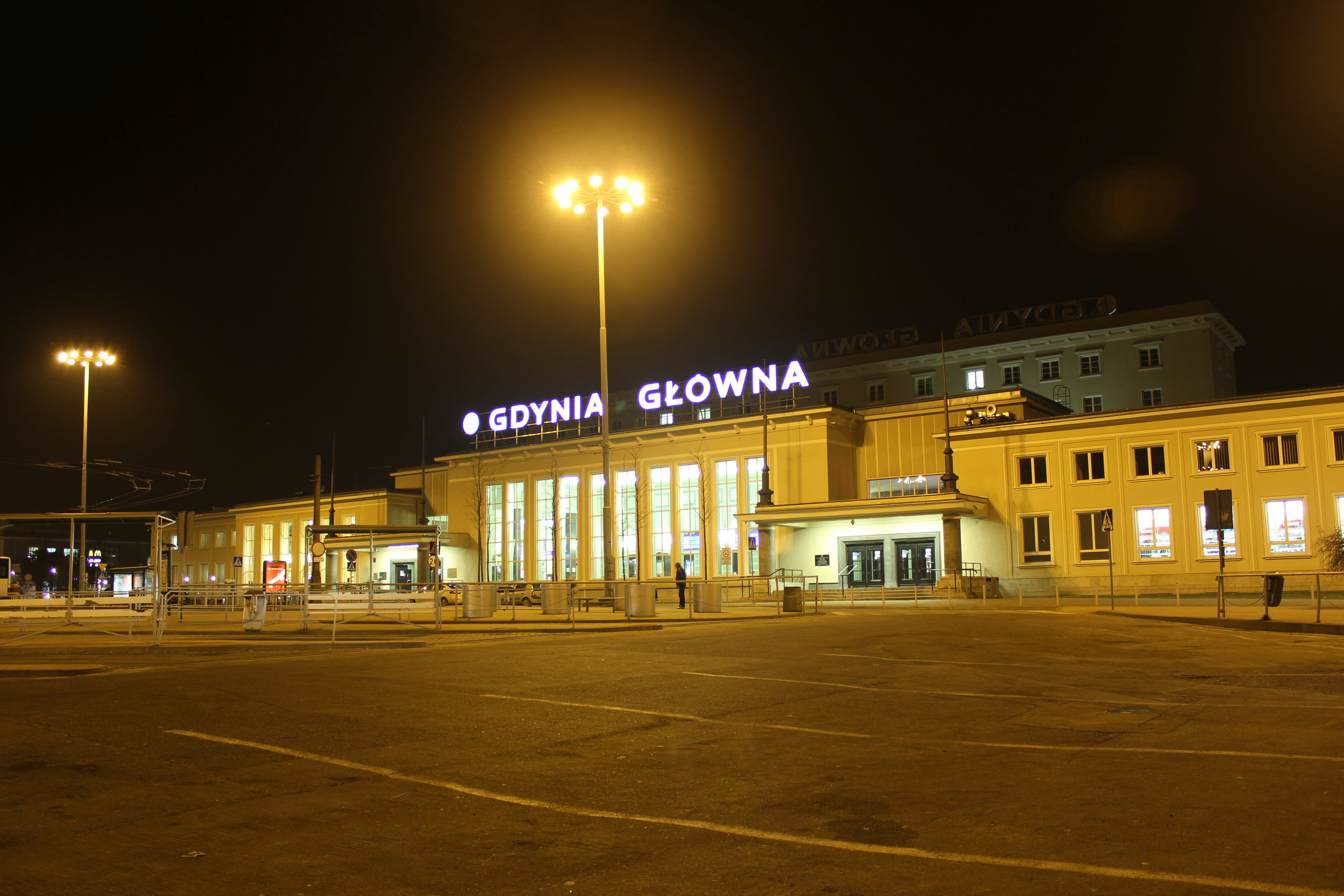
Dworzec kolejowy Gdynia Główna, przy którym znajduje się postój taksówek

Ostatni kurs – polski czarno-biały film kryminalny w reżyserii Jana Batorego, zrealizowany w 1963 roku na podstawie powieści Joe Alexa.

## Zarys fabuły
W Gdyni dochodzi do zamordowania kolejnego taksówkarza odbywającego kursy nocą. W podjętym przez milicję śledztwie, które energicznie prowadzi porucznik Szymański, pierwszym podejrzanym staje się wspólnik zamordowanego – młody Henryk Kowalski, znany też z ciągłych konfliktów ze swą narzeczoną – przesadnie zazdrosną Marysią. Jej ponowną zazdrość wzbudza atrakcyjna piosenkarka Krystyna, którą Henryk przypadkowo poznaje, ratując nocą przed napadem opryszków. Poprzez nią trafia do nocnego lokalu "Orion", gdzie pojawiają się zamożni ludzie liczący na nielegalny przerzut za granicę i z którymi uwodzicielska piosenkarka chętnie zawiera bliższe znajomości. Są to na ogół malwersanci zwabiani w pułapkę do ustronnej willi przy ul. Zielonej 8 i bezlitośnie wykorzystywani przez bandę traktującą lokal jako zakamuflowaną bazę przestępczej działalności, a bezwzględnie likwidującą także niewygodnych świadków. Jednym z nich – jako kolejny taksówkarz – staje się Kowalski, którego tropem jednak nie tylko uparcie podąża por. Szymański, lecz którego śledzi również zazdrosna Marysia.

## Obsada
- Stanisław Mikulski – taksówkarz Henryk Kowalski
- Barbara Rylska – piosenkarka Krystyna
- Magdalena Sokołowska – Marysia, narzeczona Henryka
- Wieńczysław Gliński – porucznik milicji Szymański
- Adolf Chronicki – Burycz, dyrektor garbarni
- Tadeusz Gwiazdowski – taksówkarz Kazik Górski, wspólnik Kowalskiego
- Emil Karewicz – barman Jurek
- Hugo Krzyski – kapitan milicji Radzikowski
- Tadeusz Kosudarski – "Czarny", członek bandy
- Ryszard Pietruski – Adam, kierownik lokalu "Orion", członek bandy
- Zbigniew Zemło – sierżant MO
- Roman Sykała – dyrektor zwabiony do siedziby bandy
- Leon Załuga – taksówkarz z postoju
- Dobrosław Mater – drugi barman w "Orionie"
- Włodzimierz Skoczylas – gość przy barze w lokalu
- Jan Rudnicki – mężczyzna w lokalu
- Zbigniew Jabłoński – inny zwabiony dyrektor

## O filmie
Pierwowzorem scenariusza była powieść kryminalna Macieja Słomczyńskiego Śmierć i Kowalski z 1962 roku (pierwodruk w odcinkach w "Expressie Wieczornym"). W początkowej fazie produkcji miał powstać film o tym samym tytule, ale zmieniono go już po rozpoczęciu realizacji zdjęć.
Zgodnie z książkowym oryginałem akcję filmu osadzono w Gdyni. Zdjęcia plenerowe realizowano tam od października do grudnia 1962. W scenach utrwalono m.in. tak charakterystyczne elementy miasta jak dworzec kolejowy czy taras widokowy na Kamiennej Górze. Do zdjęć we wnętrzach (poza nielicznymi wyjątkami) wybudowano dekoracje w Wytwórni Filmów Fabularnych w Łodzi (kawiarnia "Orion", mieszkanie Kowalskiego, willa w Orłowie).

## Ocena krytyki
Reżyser filmu zapowiadał w trakcie zdjęć:
Chciałbym zrobić ten film w konwencji angielskich filmów sensacyjnych: nastrój grozy, prawie "horror", ale jednocześnie lekkie przymrużenie oka.
Zdaniem Marii Oleksiewicz z tygodnika "Film", nasycenie Ostatniego kursu specyficznym czarnym humorem uczyniło obraz lepszym:
Reżyser Jan Batory (...) w miarę atrakcyjnie i przejrzyście opowiada tę sensacyjną historyjkę, umiejętnie dozuje napięcie (...) i zamyka film ironiczną pointą. (...) Batory natomiast nie rezygnując z minimum obserwacji ujął tekst w jakiś cudzysłów i potraktował go z lekkim przymrużeniem oka.
Krytyka zestawiała Ostatni kurs z Dotknięciem nocy Stanisława Barei i Zbrodniarzem i panną Janusza Nasfetera, na ich tle oceniając fabułę filmu Batorego jako nowatorską i drobiazgowo przemyślaną, a narrację filmu jako wartką i wciągającą. Dodatkowym uatrakcyjnieniem fabuły było wprowadzenie 2 utworów (m.in. z tekstem A. Osieckiej) śpiewanych przez B. Rylską: „To jest ten pan” i „Gdzie pójdziesz nocą”.
Zwracano także uwagę na wątek dyrektorów dokonujących malwersacji finansowych w podległych im przedsiębiorstwach, temat szczególnie nagłaśniany i piętnowany w tamtym okresie (punktem kulminacyjnym była tzw. afera mięsna).

## Informacje dodatkowe

### Aktorzy
Magdalena Sokołowska w czasie realizacji filmu była studentką drugiego roku krakowskiej szkoły teatralnej. Barbara Rylska na ekranie nosiła blond perukę. Ze względu na to, że wiele scen rozgrywa się w deszczu, aktorzy podczas ich kręcenia używali zakładanych pod odzież specjalnych plastikowych zabezpieczeń mających chronić przed nadmiernym kontaktem z wodą i wilgocią. W scenie pogrzebu Kazika Górskiego uczestniczyli jako statyści autentyczni gdyńscy taksówkarze.

### Scenariusz
- Książkowy pierwowzór i jego ekranizacja różnią się głównie drobnymi elementami dotyczącymi bohaterów, jak imiona i nazwiska (np. narzeczona Kowalskiego w książce to Marlena, w filmie Marysia, książkowy porucznik MO Sękowski w filmie nosi nazwisko Szymański) czy miejsce pracy szefowej bandy – w książce jako Helena jest urzędniczką poczty na Grabówku, w filmie jako Krystyna piosenkarką w nocnym lokalu). W książce Kowalski poznaje przypadkowo szefową bandy dopiero pod koniec opowieści, w filmie – już w pierwszych scenach i ich znajomość jest o wiele bardziej zażyła i istotna dla intrygi.
- Maciej Słomczyński scenariusz dla filmu podpisał pseudonimem Joe Alex, mimo że książkę Śmierć i Kowalski sygnował innym pseudonimem ("Kazimierz Kwaśniewski"). Podobna zmiana zaistniała w przypadku filmów Gdzie jest trzeci król oraz Zbrodniarz i panna (choć tu scenariusz filmowy Joe Alexa o dwa lata poprzedził powieść K. Kwaśniewskiego).

### Inne

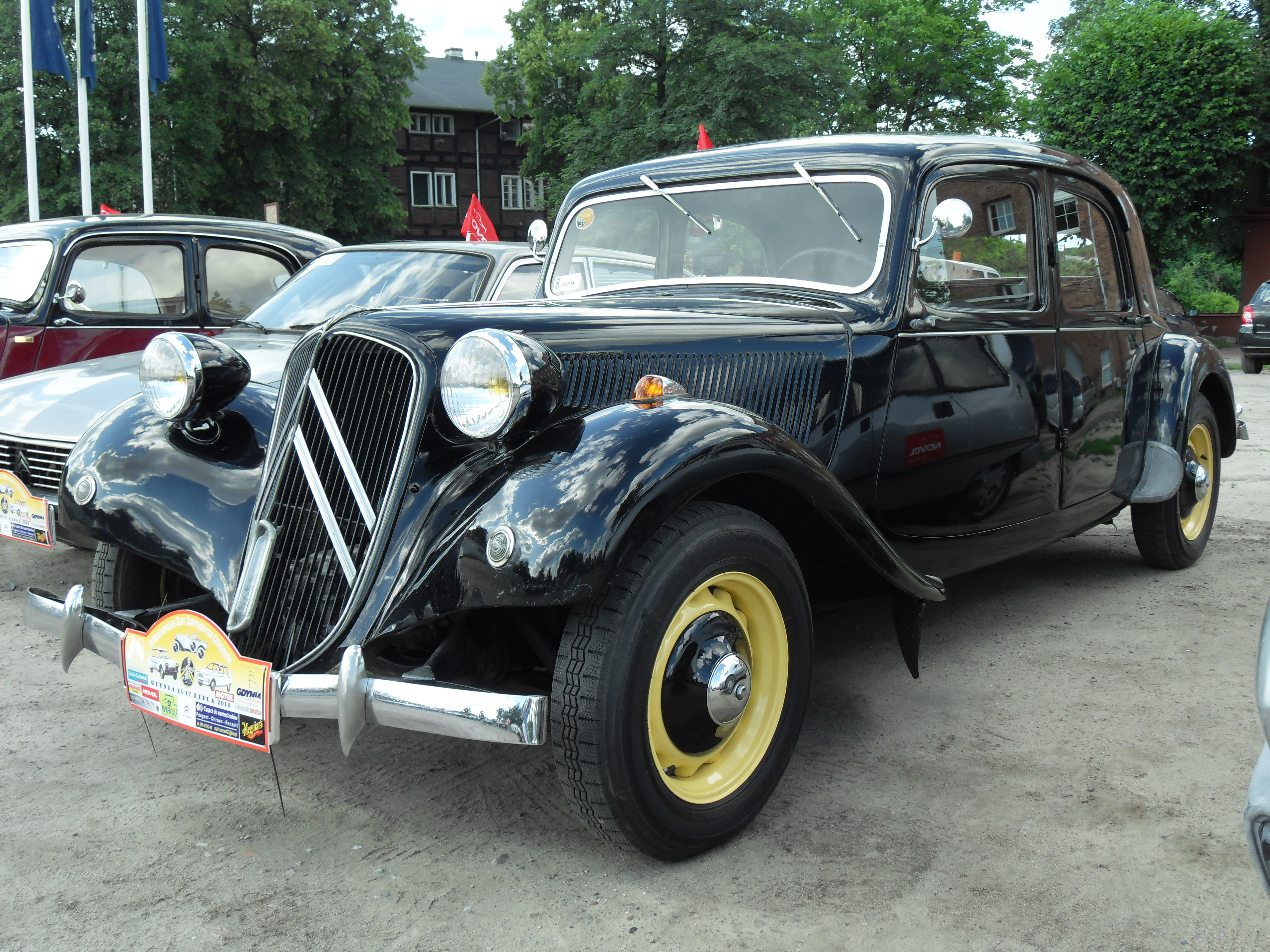
Citroën Traction Avant, taki samochód prowadzi w filmie Henryk Kowalski

- Ulica Zielona, przy której rozgrywa się wiele scen w filmie (i w książce) została przez Słomczyńskiego ulokowana w Orłowie. Od lat 30. ulica taka istnieje w Gdyni naprawdę, tyle że w dzielnicy Oksywie.
- W książce taksówką użytkowaną wspólnie przez Kowalskiego i Kitę jest Opel o numerze bocznym 448, "najprawdopodobniej weteran drugiej wojny światowej (...), rozklekotany, stary."[4]. W filmie taksówka ma numer 488 i jest to Citroën Traction Avant, model 11 CV. Produkowane od 1934 do 1957 roku auta, na polskim rynku były eksploatowane pod oznaczeniem BL 11 i cieszyły się raczej ponurą sławą, ponieważ pod koniec lat 40. i na początku lat 50. były to pojazdy służbowe Ministerstwa Bezpieczeństwa Publicznego. W takim kontekście wspominają o nich bohaterowie opowiadania Jerzego S. Stawińskiego, które rozgrywa się w Warszawie w 1950 roku:

– No i co? – zapytałem.

– Nic. Jak dotąd nic. Ale znowu kogoś przesłuchiwali. Sprawa toczy się swym nieuchronnym trybem. To już tylko kwestia godzin... Wydaje mi się, że jestem śledzony.

– E, to chyba złudzenie... – uśmiechnąłem się, ale dreszcz przeszedł mi przez krzyże.

– Chyba nie – odparł. – Ciągle jeździ za mną czarna cytryna. Czasami, jak idę chodnikiem, sunie powoli przy brzegu o parę kroków z tyłu.

Wszyscy znali czarne citroëny, pędzące często przez miasto. Były to szybkie samochody i świetnie trzymały się drogi.

Sytuacja przedstawiona na ekranie jest bardzo prawdopodobna: po zakończeniu użytkowania citroënów BL 11 przez organa bezpieczeństwa, samochody te faktycznie sprzedawano zarówno taksówkarzom, jak i innym prywatnym nabywcom.